# Rachel Green
Rachel Karen Green er en af de seks hovedpersoner i den amerikanske sit-com Venner. Rachels kælenavn gennem serien er Rach. Rollen spilles af Jennifer Aniston.

## Baggrund
Rachel kom i Pilot-episoden løbende ind i Central Perk i en drivvåd brudekjole, søgende efter hendes High School veninde Monica Geller, som hun ellers havde mistet kontakten med. Rachel var, i modsætning til Monica, populær i High School. Forud for serien var Rachel flygtet fra hendes bryllup med hendes forlovede Barry Farber (eller Barry Finkle), da hun opdagede, at hun bedre kunne lide en sovsekande end Barry. Rachel var aldrig rigtig vokset fra ungdomsårene og var meget forkælet. Det viser sig i løbet af serien, at hun har haft en kat, en hund, en pony, en skildpadde, en hamster og en tarantel, mens hun voksede op. Rachel mødte i High School både Monica, Ross Geller og Chandler Bing.
Rachels forældre er rige og ikke glade for, at hun vil forsøge at bo i byen. Hendes mor (spillet af Marlo Thomas) troede ikke på, at Rachel kunne tage sig af sit og Ross' barn Emma og tilbød at flytte ind og hjælpe med at passe hende. Hendes far, Dr. Green (spillet af Ron Leibman), blev truende, da Rachel datede Ross og var ikke glad da hun fortalte ham, at hun ventede Ross' barn. Rachel har fødselsdag den 5. maj.

I forhold til sine søstre har Rachel mest jordforbindelse, selvom det først blev klart efter hun flyttede til New York og blev økonomisk uafhængig af sine forældre for første gang. Hendes søster Amy (spillet af Christina Applegate) var uhøflig og chokerende taktløs, mens hendes anden søster Jill (spillet af Reese Witherspoon) var ødelagt og forgæves.
Rachels "on-again and off-again" forhold med Ross medførte deres fælles barn Emma. Rachels graviditet var den anden i gruppen,  efter at Phoebe Buffay havde været rugemor for sin brors trillinger. Serien sluttede med, at Rachel fik Ross tilbage efter overvejelser om at skifte job til Paris i Frankrig for Louis Vuitton. Der er overvejelser om, at de kan være blevet gift igen, da serien var færdig (de blev gift første gang efter en nat, hvor de var fulde i Las Vegas i slutningen af sæson 5). I premieren på spin-off serien 'Joey' siger Joey Tribbiani, at alle hans venner er enten flyttet, gift eller har fået familie.

## Personlighed
Rachels personlighed udviklede sig noget henover serien. Tidligt var der fokus på hende som en forkælet fars-pige, men senere i serien, især efter at have fået sit barn Emma, blev Rachel mere selvstændig. Men hun var stadig den af vennerne, der var mest egoistisk. Hun blev ofte beskrevet som en af de mest populære, men også en af de mest snobbede, piger i skolen, og (Aniston's eks mand, det var det ikke i det afsnit) Brad Pitt var gæst også i en episode som en fra skolen, som hadede Rachel pga. hendes behandling af ham i skoletiden.
Rachel fik lavet sin næse mindre på et tidspunkt, da hun var teenager. Flash-back episoder viser en teenage-Rachel med en meget større næse. Det bliver af bl.a. Amy antydet, at operationen var mere for image end nødvendighed (som Rachel ellers hævdede) da hun om Emma udbryder – "Har du nogensinde været urolig for, at hun får din virkelige næse?". Efter Rachel har arbejdet som servitrice på cafeen Central Perk, hvor vennerne altid hænger ud, følger hun endelig sin drøm og kommer ind i mode-branchen, hvor hun først arbejder som at sænke kaffe til sin chef hos et mode-firma der hedder "fortunata fashion", senere arbejder hun i en afdeling hos "bloomingsdales" hos sin chef Joanna (som Chandler har et par affærer med) da hun så dør kommer Rachel et stor step nedad og arbejder som professionel shopper. Hun kommer derefter til at arbejde hos "Ralph Lauren" som hun arbejder for i lang tid. Hun får også foreslået et job hos "Gucci," men under jobs samtalen, sidder hendes chef lige ved siden af, så hun får ikke jobbet. Hun bliver også tilbudt et job i Paris af Mark, hvor Ross først tror at Mark kun er ude efter at komme i seng med Rachel.  Først tager hun det, men Ross prøver at overbevise hendes gamle chef om at Rachel, var for god til at fyre hende,men Rachel vil virkelig gerne afsted, så Ross bakker hende op i det til sidst. Men efter Ross har kørt med Phoebe, som død og helvede fra lufthavn til lufthavn, for at sige til Rachel at han elsker hende, bliver hun i tvivl, først tager går hun ind i flyveren, meget forvirret, men i sidste øjeblik kommer hun af flyveren. Det ender med at Rachel bliver hjemme i New York sammen med Ross.

## Forhold

### Ross
Rachel er nok mest kendt for hendes turbulente forhold til Monicas bror Ross. Ross havde været lun på Rachel siden 9. klasse. Da Rachel flyttede til byen blev Ross igen forelsket i hende, men mange ting kom i vejen. Efter en masse forhindringer bliver de endelig et par i "The One With The Prom Video". Forholdet varede et år, men på deres et-års dag, hvor Rachel arbejder non-stop, foreslår hun, at de tager "en pause" fordi Ross er meget jaloux på hendes gamle kollega Mark. Da Ross tror deres forhold er officielt slut drikker han sig fuld og går i seng med "The copi girl" Chloe, som Chandler og Joey altid snakker om, og da Rachel finder ud af dette slår hun for alvor op med Ross. Break-up scenen var så følelsesladet, at både Jennifer Aniston og David Schwimmer begge begyndte at græde rigtigt. I episoden "The one with Monicas thunder" gør Rachel, Ross opmærksom på, at de aldrig har haft en bonusaften, og derfor kysser de. Det kommer ikke længere,for da Monica opdager dem, bliver hun meget sur, fordi hun tror Rachel prøver at stjæle opmærksomheden fra hende. Kort tid efter, laver Rachel og Ross invitationer til Monicas og Chandlers bryllup, fortæller Rachel en historie, så de går i seng sammen. Det er her hvor Rachel bliver gravid med Emma. I det næstsidste afsnit er de også sammen, da Rachel skal flytte til Paris. Det allersidste afsnit ender det med, at hun bliver i New York på grund af ham.

### Joey
Et stykke inde i serien har Joey og Rachel et kort forhold. I "The One With The Donor" finder Phoebe ud af, hvad Rachel virkelig føler for Joey. Da Joey i "The One In Barbardos" ser, at Ross kysser med Charlie (som Joey lige har sluttet et forhold med) går han op og kysser Rachel, selvom de ellers ville vente indtil Ross vidste noget om deres forhold. Senere beslutter de sig for at stoppe med at date fordi det er for underligt, da Rachel hele tiden kommer til at slå Joey hver gang de kysser hinanden.

### Monica
En af Rachels tætteste venner var Monica Geller, som var hendes ven siden High School. I deres High School år var det Rachel, der var populær, mens Monica var overvægtig. De mistede kontakten efter High School, men efter Rachels flugt fra Barry flyttede hun ind hos Monica.

De boede sammen i de første 5 sæsoner indtil Chandler flytter ind hos Monica under sæson 6. Rachels flytning fik begge kvinder til at græde. Senere bliver de uvenner da Monica finder Rachel  i færd med at kysse med Ross, lige da Monica Og Chandler er blevet forlovet, hvorfor Monica beskylder Rachel for at ville stjæle opmærksomheden. Dette afspejler, hvad Monica gik igennem i sine teenageår som veninde til Rachel, der altid var i søgelyset, hvor Monica ofte blev glemt eller overset.

### Phoebe
Rachels anden veninde er Phoebe, som hun mødte første gang i pilot-episoden, da Rachel forlader Barry og flytter til New York.

I et afsnit af sæson 5 overvejer Rachel og Phoebe at starte en ny gruppe af venner med Joey, efter at Emily (Ross' kone på det tidspunkt) kræver, at Ross ikke må se Rachel længere. Rachel siger: "Vi kan starte en ny gruppe, du og jeg, vi er de bedste", hvortil Phoebe svarer: "Okay. Men lad os prøve at få Joey." Dette sker aldrig, da Ross ikke kunne godtage Emilys krav om ikke mere at se Rachel. 
Fra 6-7 sæson boede Rachel og Phoebe sammen, efter at Chandler og Monica flyttede sammen. Senere bryder lejligheden i brand og Rachel flytter ind til Joey, mens Phoebe bor midlertidigt hos Monica. I en tidlig episode besluttede Phoebe og Rachel sig for at få tatoveringer sammen. Rachel får en hjerte-tatovering på sin hofte, men Phoebe får derimod ikke den lilje hun ville have, fordi hun ikke vidste, at de gjorde det med nåle!

### Chandler
Rachel og Chandler mødtes i 1980'erne, da hun blev introduceret til ham gennem sin bedste veninde Monica's bror Ross. Deres første møde var til Thanksgiving i Gellers hjem og de mødtes igen ved Thanksgiving det følgende år. De mødtes igen til en fest på Ross og Chandlers College i vinteren 1987, som det bliver fortalt i sæson 10 i episoden "The One Where The Stripper Cries". Chandler og en beruset Rachel delte et kys (idet Chandler var sur på Ross fordi Ross kyssede en pige, som Chandler kunne lide). 
I 1993 mødtes de på en bar, som var på vej til at blive revet ned for at gøre plads til Central Perk. Rachel havde ikke set Monica, Ross eller Chandler siden High School. Chandler overhører Rachel tale med sine venner om, at hun ønsker at have en nat med meningsløs sex før hendes ægteskab med Barry, og at det skal være med den første fyr hun ser, hvilket er Chandler. Der skete dog aldrig noget, men Rachel fantaserer om ham bagefter. 
I sæson 10, episoden "The One With Rachel's Going Away Party", deler Chandler og Rachel et stærkt følelsesladet øjeblik, hvor Chandler fortæller hende, at han elsker hende og vil savne hende og at det er trist, at hun rejser til Paris.